# Saint-Paul-sur-Save
Saint-Paul-sur-Save is een gemeente in het Franse departement Haute-Garonne (regio Occitanie) en telt 659 inwoners (1999). De plaats maakt deel uit van het arrondissement Toulouse.

## Geografie
De oppervlakte van Saint-Paul-sur-Save bedraagt 5,1 km², de bevolkingsdichtheid is 129,2 inwoners per km².
De onderstaande kaart toont de ligging van Saint-Paul-sur-Save met de belangrijkste infrastructuur en aangrenzende gemeenten.

## Demografie
De figuur toont het verloop van het inwonertal (bron: INSEE-tellingen).
1. ↑  Populations de référence 2022.